# واتوی وانواتو
واتوی وانواتو (به انگلیسی: Vanuatu vatu) با کد ایزوی VUV، یکای پول رایج در کشور وانواتو است. مسئولیت کنترل این یکای پول برعهدهٔ بانک مرکزی وانواتو قرار دارد.